# Anoecea trigonophora
Anoecea trigonophora är en fjärilsart som beskrevs av Diakonoff 1952. Anoecea trigonophora ingår i släktet Anoecea och familjen plattmalar. Inga underarter finns listade i Catalogue of Life.